# Ewe
L'ewe o ewegbe és una llengua africana de les llengües kwa parlada pel grup ètnic ewe. És una llengua molt difosa a Ghana i a Togo. A Togo és llengua oficial. S'estima que la parlen entre 3 i 4 milions de persones. Altres denominacions de la llengua que són considerades sinònims complementaris són ebwe, efe, eibe, eue, eve, gbe, krepe, krepi, popo i vhe.
L'ewe és una llengua tonal amb quatre tons diferents possibles; alt (é), baix (è), baix-alt (ě) i alt-baix (ê). El que en termes generals vindrien a ser tons alts, mitjos i baixos, com les llengües gbe.
El seu ordre sintàctic és subjecte-verb-objecte.

## Gramàtica
L'Alfabet de la Referència Africana (amb què s'escriu l'ewe) consta de 34 lletres (a, b, d, ɖ, dz, e, ε, f, φ, g, gb, γ, h, i, k, kp, l, m, n, ɲ, η, o, p, r, s, t, ts, u, v, β, w, x, y, z) i és una combinació entre l'Alfabet Fonètic Internacional i l'alfabet llatí.
En l'ewe no hi ha contrast entre consonants nasals i orals, així que l'ewe utilitza dos mètodes per diferenciar les vocals nasals; mitjançant l'accent (~) sobre les vocals o emprant la n després de vocal. Els pronoms possessius sempre aniran precedint el substantiu principal, mentres que els adjectius, numerals, les oracions de relatiu i els demostratius sempre van darrere el verb.
Finalment, quan parlem de la gramàtica de l'ewe, hem de parlar de postposicions i pronoms logofòrics. Les postposicions fan la mateixa funció que les nostres preposicions però aquestes van darrere el nom. El pronoms logofòrics, són uns pronoms que s'utilitzen dins d'oracions que estan en discurs indirecte o que reflecteixen el punt de vista, la seva funció és aclarir el sentit de la frase, evitar possibles ambigüitats.

## Família lingüística
L'ewe és una llengua kwa, família lingüística que forma part de les llengües Benué-Congo. Concretament, segons l'ethnologue, forma part del grup lingüístic de les llengües gbes. Segons l'ethnologue, hi ha 21 llengües gbe: l'Aguna, l'ewe, el gbe, ci, el gbe, xwla oriental, el gbe, gbesi, el gbe, kotafon, el gbe, saxwe, el gbe, waci, el gbe, xwela occidental, el gbe, xwela, el kpessi, sis llengües aja (aja, gbe, ayizo, gbe, defi, gbe, tofin, gbe, weme i gun), dues llengües fons (fon i gbe, maxi) i la llengua gen, considerada l'única llengua mina. Segons el glottolog, és una de les llengües gbes occidentals com el adangbe, l'aguna, el gen, el kpessi i el gbe, wazi.

## Població, geolingüística i etnolingüística
Segons el joshuaproject, hi ha 8 grups humans que tenen l'ewe com a primera llengua: els ewes de Benín (139.000), els de Costa d'Ivori (14.000), els de Libèria (24.000), els de Nigèria (536.000), els dels Estats Units (3.200), els de Burkina Faso (34.000), els de Togo (1.477.000), els de Ghana (2.978.000). A més a més, els fon de Togo (61.000) la parlen com a segona llengua.
Segons l'ethnologue, el territori ewe està ubicat als estats de Ghana i de Togo. A Ghana es parla al sud de la Regió Volta, a l'est d'Accra i a la Regió Oriental, a l'oest del llac Volta, a la zona de la ciutat d'Askuma. Segons el mapa lingüístic de Ghana, els ewes viuen a l'oest i sud-oest del llac Volta i al curs inferior del riu Volta. El seu territori fa frontera amb Togo i amb els adangbes a l'oest; amb el mar al sud; amb els ga, els cherepons, els lartehs, els dangmes, els àkans i els gua a l'est; i amb els logbes, els avatimes, els tafi, els nyangbos, els nkonyes, els siwus, els sekpeles i els selees al nord. A Ghana hi viuen gairebé 3 milions d'ewes.
A Togo el territori ewe està a les regions Marítima i dels Altiplans, al sud de la ciutat d'Atakpamé. Les poblacions més destacades ewes de Togo són Kpalimé, Notsé i Tsévié. El territori de parla ewe a Togo està situat al sud-oest del país, a la conca del riu Zio. Aquest territori el comparteixen amb els kabiyès i amb els lames. A l'oest limiten amb Ghana i amb els adangbes i els Bogos; al nord limiten amb els kabiyès, els tems i els ifès; a l'est ho fan amb els aja i els watxis i al sud limiten amb l'oceà Atlàntic. A Togo hi viuen prop d'un milió i mig d'ewes.

## Estatus oficial
L'ewe és una llengua nacional de Togo i de Ghana.